# نقشه روح: ۷
نقشهٔ روح: ۷ (به انگلیسی: Map of the Soul: 7) چهارمین آلبوم استودیویی کره‌ای‌زبان (در مجموع هفتمین آلبوم) گروه پسرانهٔ کره‌ای بی‌تی‌اس است. این آلبوم در ۲۱ فوریهٔ ۲۰۲۰، توسط بیگ هیت اینترتینمنت منتشر شد و دنباله‌ای بر آلبوم چندآهنگهٔ ۲۰۱۹ گروه، نقشهٔ روح: پرسونا است. به گفتهٔ بی‌تی‌اس، این آلبوم یک تجربهٔ «عمیقاً شخصی» است و تحت تأثیر سفر و پیشرفت هفت سالهٔ گروه شکل گرفت. نقشهٔ روح: ۷ آلبومی پاپ، آراندبی و هیپ-هاپ با تأثیر از ژانرهای معاصر شهری همچون راک، ترپ و ئی‌دی‌ام توصیف شده‌است. آلبوم از نظر معنایی، از موضوعاتی چون تأمل، درون‌نگری و پذیرش خود سخن می‌گوید.

## عملکرد تجاری

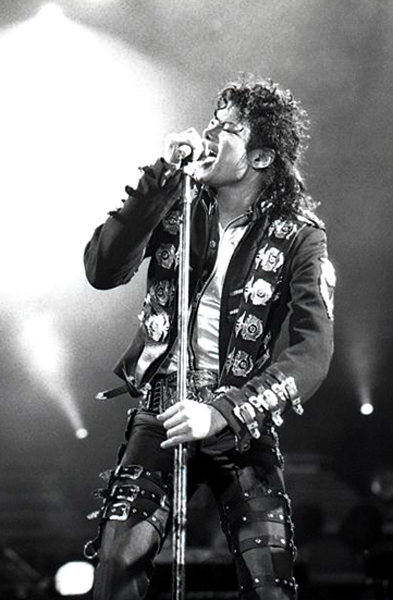
مایکل جکسون، دوم ژوئن ۱۹۸۸. محل برگزاری کنسرت «وینر استادیون» در وین، اتریش.

نقشهٔ روح: ۷ یک موفقیت تجاری عظیم بود. این آلبوم در جداول ۲۰ کشور از جمله استرالیا، کانادا، فرانسه، آلمان، ایرلند، ژاپن، نیوزیلند، اسپانیا و بریتانیا اول شد. آلبوم در ایالات متحده، با فروش ۴۲۲٬۰۰۰ واحد آلبوم (شامل ۳۴۷٬۰۰۰ فروش) در هفتهٔ اول پس از انتشار، در صدر جدول بیلبورد ۲۰۰ جای گرفت و چهارمین آلبوم متوالی بی‌تی‌اس بود که در این کشور شمارهٔ یک شد. بی‌تی‌اس به‌دنبال انتشار این آلبوم، به نخستین گروه آسیایی تبدیل شد که در هر پنج بازار موسیقی برتر جهان اول شد. نقشهٔ روح: ۷ در کم‌تر از ۹ روز پس از انتشار، با فروش بیش از ۴٬۱ میلیون کپی برای نخستین بار در تاریخ جدول آلبوم‌های گائون، رکورد جهانی گینس را برای پرفروش‌ترین آلبوم کرهٔ جنوبی شکست و گواهی چهار میلیونی را از انجمن محتوای موسیقی کره (کی‌ام‌سی‌ای) دریافت کرد. این آلبوم همچنین گواهی‌نامهٔ پلاتین انجمن صنعت ضبط موسیقی آمریکا (آرآی‌ای‌ای) و انجمن صنعت ضبط موسیقی ژاپن (آرآی‌ای‌جی) و چندین گواهی طلا را از کشورهای مختلف دریافت کرد.
دو تک‌آهنگ این آلبوم هر دو وارد ۱۰۰ آهنگ داغ بیلبورد ایالات متحده شد: «قوی سیاه» در رتبهٔ ۵۷ قرار گرفت و «ادامه» با رتبهٔ چهارم، به نخستین ترانهٔ گروه در پنج رتبهٔ اول این جدول تبدیل شد.
در انتهای ۲۰۲۰، به گفتهٔ بیلبورد و بر اساس ام‌آرسی دیتا، نقشهٔ روح: ۷ با فروش ۶۷۴٬۰۰۹ کپی، در فهرست ده آلبوم پرفروش سال ایالات متحده دوم شد و پس از فولکلور تیلور سوئیفت (با فروش بیش از یک میلیون کپی) قرار گرفت. نقشهٔ روح: ۷ همچنین با فروش ۶۴۶٬۰۰۰ کپی سخت، پرفروش‌ترین آلبوم فیزیکی آمریکا بود. آلبوم در کرهٔ جنوبی با فروش کلی ۴٬۳۷۶٬۹۷۵ کپی، در صدر جدول سالانهٔ آلبوم‌های گائون جای گرفت و بی‌تی‌اس برای پنجمین سال متوالی پرفروش‌ترین آلبوم سال را در کشور داشت.
نقشهٔ روح: ۷ تا فوریهٔ ۲۰۲۱، به مدت ۵۲ هفتهٔ متوالی در بیلبورد ۲۰۰ ایالات متحده حضور داشت. این نخستین آلبوم بی‌تی‌اس بود که یک سال کامل را در این جدول سپری کرد و دومین آلبوم آسیایی پس از عاشق خودت باش: پاسخ با طولانی‌ترین حضور در این جدول بود.
در مارس ۲۰۲۱، فدراسیون بین‌المللی صنعت فونوگرافی با احتساب فروش خالص تمام قالب‌ها، فروش فیزیکی، دانلودهای دیجیتال و پلتفرم‌های استریم، نقشهٔ روح: ۷ را پرفروش‌ترین آلبوم جهان در سال ۲۰۲۰ نامید. این آلبوم نخستین جایزهٔ جدول آلبوم‌های جهانی آی‌اف‌پی‌آی را دریافت کرد. بی‌تی‌اس همچنین تنها هنرمندی بود که چندین آلبوم از آن در هر دو جدول حضور داشت.

## فهرست ترانه‌ها
برگرفته از وبگاه بیگ هیت، یادداشت‌های آلبوم فیزیکی و بی‌ام‌آی رپرتوار.
| فهرست قطعات نقشهٔ روح: ۷ | فهرست قطعات نقشهٔ روح: ۷                                 | فهرست قطعات نقشهٔ روح: ۷ | فهرست قطعات نقشهٔ روح: ۷  | فهرست قطعات نقشهٔ روح: ۷ |
| شماره                   | نام                                                     | نویسنده(ها) | تهیه‌کننده(ها)            | مدت                     |
| ----------------------- | ------------------------------------------------------- | --- | ------------------------ | ----------------------- |
| ۱.                      | «مقدمه: پرسونا» (با صدای آراِم)                          | هیس نویز آراِم پی‌داگ | هیس نویز                 | ۲:۵۴                    |
| ۲.                      | «پسری با عشق» («شعری برای چیزهای کوچک») (با حضور هالزی) | پی‌داگ آراِم ملانی جوی فونتانا میشل «لیندگرن» شولز «هیت‌من» بنگ شوگا امیلی وایزبند جی-هوپ اشلی فرنجی‌پن                                                                                | پی‌داگ                    | ۳:۴۹                    |
| ۳.                      | «درستش کن»                                              | فرد گیبسون اد شیرن بنجی گیبسون جو هیل آراِم شوگا جی-هوپ | اف. گیبسون               | ۳:۴۲                    |
| ۴.                      | «ژمه وو» (با صدای جین، جی-هوپ و جونگ‌کوک)                | مارکوس مک‌کن اوون رابرتز متی تامسون مکس لیندیک گراهام رینولدز کامیلا ان استورات آراِم جی-هوپ «هیت‌من» بنگ                                                                             | آرکیدز بد میلک ام. مک‌کن  | ۳:۴۶                    |
| ۵.                      | «دیونیسوس»                                              | پی‌داگ جی-هوپ سوپریم بوی آراِم شوگا رومن کمپولو | پی‌داگ                    | ۴:۰۸                    |
| ۶.                      | «وقفه: سایه» (با صدای شوگا)                             | شوگا ال کاپیتان گست‌لوپ پی‌داگ آراِم | شوگا ال کاپیتان گست‌لوپ   | ۴:۲۰                    |
| ۷.                      | «قوی سیاه»                                              | پی‌داگ آراِم آگست ریگو وینس نانت کلاید کلی | پی‌داگ                    | ۳:۱۸                    |
| ۸.                      | «فیلتر» (با صدای جیمین)                                 | تام ویکلند هیلدا استنمم «هیت‌من» بنگ لی سو-ران لوترا دانکه بابی جونگ آن بوک-جین فالین دیلد نیون بوی                                                                                 | تام ویکلند               | ۳:۰۰                    |
| ۹.                      | «فرصت من» (با صدای جونگ‌کوک)                             | اسلیپ دیز آراِم جونگ‌کوک جیرا گیبسون پی‌داگ پرینتز برد ریشل الن | اسلیپ دیز پی‌داگ          | ۳:۵۴                    |
| ۱۰.                     | «رساتر از بمب‌ها»                                        | تروی سیوان الی ایکس لیلند برام اینسکور آراِم شوگا جی-هوپ | برام اینسکور             | ۳:۳۷                    |
| ۱۱.                     | «ادامه»                                                 | پی‌داگ آراِم ریگو فونتانا میشل شولز شوگا جی-هوپ آنتونیا آرماتو کریستا یانگز جولیا راس                                                                                                | پی‌داگ                    | ۴:۰۶                    |
| ۱۲.                     | «اوه!» (با صدای آراِم، جی-هوپ و شوگا)                    | سوپریم بوی شوگا آراِم هیس نویز جی-هوپ آیس‌کریم درام | سوپریم بوی               | ۳:۴۵                    |
| ۱۳.                     | «۰۰:۰۰ (ساعت صفر)» (با صدای جین، وی، جیمین و جونگ‌کوک)   | پی‌داگ آراِم جسی لورین فوتز آنتونینا آرماتو | پی‌داگ                    | ۴:۱۰                    |
| ۱۴.                     | «کودک درون» (با صدای وی)                                | پی‌داگ آراِم وی رایان لوری مکس گراهام متیو تامسون آدین لویز الیس میا جیمز اف. رینولدز                                                                                                | آرکیدز                   | ۳:۵۳                    |
| ۱۵.                     | «دوستان» (با صدای وی و جیمین)                           | پی‌داگ جیمین سوپریم بوی ادورا مارتین شولی استلا جانگ | پی‌داگ جیمین              | ۳:۱۹                    |
| ۱۶.                     | «ماه» (با صدای جین)                                     | اسلو ربیت آراِم جین ادورا دی‌جی سویول کندیس نیکول سوسا میکایل دنیل سزار الکس لودویگ لیندل                                                                                            | اسلو ربیت                | ۳:۲۹                    |
| ۱۷.                     | «احترام» (با صدای آراِم و شوگا)                          | هیس نویز شوگا آراِم ال کاپیتان | هیس نویز شوگا ال کاپیتان | ۳:۵۸                    |
| ۱۸.                     | «ما ضدگلوله‌ایم: ابدی»                                   | دی‌جی سویول اودین سان‌شاین (کتزی اوپیا و الن برگ) اتا زلمانی آراِم ویل تنر گاستین دالکویست کندیس نیکول سوزا شوگا جی-هوپ الوهیم آنتونینا آرماتو الکساندر مگنوس کارلسون الکسی ویکتورویچ | اودین                    | ۴:۲۲                    |
| ۱۹.                     | «خاتمه: ضمیر» (با صدای جی-هوپ)                          | جی‌هوپ هیس نویز سوپریم بوی | هیس نویز                 | ۳:۱۶                    |
| ۲۰.                     | «ادامه» (با حضور سیا (قطعهٔ ویژهٔ دیجیتال))               | آرماتو ریگو جی-هوپ راس یانگز فونتانا شولز پی‌داگ آراِم شوگا |                          | ۴:۰۶                    |
| مجموع مدت:              | مجموع مدت:                                              | مجموع مدت: | مجموع مدت:               | ۷۶:۲۳                   |

## جداول و رتبه‌ها
| جدول (۲۰۲۰)                                 | بالاترین موقعیت |
| ------------------------------------------- | --------------- |
| آلبوم‌های آرژانتینی (سی‌ای‌پی‌آی‌اف)             | ۵               |
| آلبوم‌های استرالیایی (ای‌آرآی‌ای)              | ۱               |
| آلبوم‌های اتریشی (آلبوم‌های او۳)              | ۱               |
| آلبوم‌های بلژیکی (اولتراتاپ فلاندرز)         | ۱               |
| آلبوم‌های بلژیکی (اولتراتاپ والونیا)         | ۲               |
| آلبوم‌های کانادایی (بیلبورد)                 | ۱               |
| آلبوم‌های چک (سی‌ان‌اس آی‌اف‌پی‌آی)               | ۱۲              |
| آلبوم‌های دانمارکی (هیت‌لیستن)                | ۴               |
| آلبوم‌های هلندی (جدول‌های هلند)               | ۱               |
| آلبوم‌های استونی (استی تیپ-۴۰)               | ۱               |
| آلبوم‌های فنلاندی (جدول رسمی فنلاند)         | ۲               |
| آلبوم‌های فرانسوی (اس‌ان‌ئی‌پی)                 | ۱               |
| آلبوم‌های آلمانی (۱۰۰ آلبوم برتر رسمی)       | ۱               |
| آلبوم‌های مجارستانی (ماهاز)                  | ۱               |
| آلبوم‌های ایسلندی (تون‌لیست)                  | ۱۲              |
| آلبوم‌های ایرلندی (ایرما)                    | ۱               |
| آلبوم‌های ایتالیایی (فیمی)                   | ۳               |
| آلبوم‌های ژاپنی (اوریکون)                    | ۱               |
| آلبوم‌های داغ ژاپن (بیلبورد ژاپن)            | ۱               |
| آلبوم‌های لیتوانیایی (آگاتا)                 | ۱               |
| آلبوم‌های نیوزیلندی (آرام‌ان‌زد)               | ۱               |
| آلبوم‌های مکزیکی (آمپروفون)                  | ۳               |
| آلبوم‌های نروژی (وی‌جی-لیستا)                 | ۲               |
| آلبوم‌های لهستانی (زدپی‌ای‌وی)                 | ۱               |
| آلبوم‌های پرتغالی (ای‌اف‌پی)                   | ۱               |
| آلبوم‌های اسکاتلندی (شرکت جدول‌های رسمی)      | ۱               |
| آلبوم‌های اسلواکی (سن‌ان‌اس آی‌اف‌پی‌آی)          | ۲۲              |
| آلبوم‌های کرهٔ جنوبی (گائون)                  | ۱               |
| آلبوم‌های اسپانیایی (پروموزیکای)             | ۱               |
| آلبوم‌های سوئدی (برترین‌های سوئد)             | ۳               |
| آلبوم‌های سوئیسی (جدول موسیقی سوئیس)         | ۱               |
| آلبوم‌های بریتانیا (شرکت جدول‌های رسمی)       | ۱               |
| آلبوم‌های مستقل بریتانیا (شرکت جدول‌های رسمی) | ۱               |
| بیلبورد ۲۰۰ ایالات متحده                    | ۱               |
| آلبوم‌های مستقل ایالات متحده (بیلبورد)       | ۱               |
| آلبوم‌های موسیقی ملل ایالات متحده (بیلبورد)  | ۱               |

| جدول (۲۰۲۰)                         | موقعیت |
| ----------------------------------- | ------ |
| آلبوم‌های استرالیایی (ای‌آرآی‌ای)      | ۱۴     |
| آلبوم‌های اتریشی (او۳ اتریش)         | ۳۲     |
| آلبوم‌های بلژیکی (آلتراتاپ فلاندرز)  | ۲۴     |
| آلبوم‌های بلژیکی (آلتراتاپ والونیا)  | ۳۳     |
| آلبوم‌های دانمارکی (هیت‌لیستن)        | ۸۷     |
| آلبوم‌های هلندی (۱۰۰ آلبوم برتر)     | ۴۵     |
| آلبوم‌های آلمانی (۱۰۰ برتر رسمی)     | ۱۲     |
| آلبوم‌های ایتالیایی (اف‌آی‌ام‌آی)       | ۶۸     |
| آلبوم‌های داغ ژاپن (بیلبورد ژاپن)    | ۱۰     |
| آلبوم‌های نیوزیلند (آرام‌ان‌زد)        | ۲۰     |
| آلبوم‌های کرهٔ جنوبی (گائون)          | ۱      |
| آلبوم‌های سوئیسی (جدول موسیقی سوئیس) | ۷      |
| آلبوم‌های بریتانیا (اوسی‌سی)          | ۴۸     |
| بیلبورد ۲۰۰ ایالات متحده            | ۲۰     |

| بررسی جمعی           | بررسی جمعی |
| منبع                 | رتبه‌بندی   |
| -------------------- | ---------- |
| انی‌دیسنت‌میوزیک؟      | ۷٫۶/۱۰     |
| متاکریتیک            | ۸۲/۱۰۰     |
| بررسی انتقادی        |            |
| منبع                 | رتبه‌بندی   |
| آل‌میوزیک             | [ ۸۸ ]     |
| Clash                | ۸/۱۰       |
| Consequence of Sound | B+         |
| Exclaim!             | ۸/۱۰       |
| ایندیپندنت           | [ ۲ ]      |
| The Line of Best Fit | ۱۰/۱۰      |
| ان‌ام‌ئی               | [ ۱۴ ]     |
| پیچفورک              | ۶٫۳/۱۰     |
| رولینگ استون         | [ ۱ ]      |
| ورایتی               | ۹٫۲/۱۰     |

## گواهی‌نامه‌ها
| منطقه                   | گواهی      | واحد گواهی‌شده/فروش |
| ----------------------- | ---------- | ------------------ |
| بلژیک (بی‌ئی‌ای)          | طلا        | ۱۵٬۰۰۰             |
| فرانسه (اس‌ان‌ئی‌پی)       | طلا        | ۵۰٬۰۰۰             |
| مجارستان (ماهاز)        | طلا        | ۲٬۰۰۰              |
| ژاپن (آرآی‌ای‌جی)         | پلاتین     | ۲۵۰٬۰۰۰            |
| نیوزیلند (آرام‌ان‌زد)     | طلا        | ۷٬۵۰۰              |
| لهستان (زدپی‌ای‌وی)       | طلا        | ۱۰٬۰۰۰             |
| کرهٔ‌جنوبی (کی‌ام‌سی‌ای)     | ۴ × میلیون | ۴٬۰۰۰٬۰۰۰          |
| بریتانیا (بی‌پی‌آی)       | طلا        | ۱۰۰٬۰۰۰            |
| ایالات متحده (آرآی‌ای‌ای) | پلاتین     | ۶۷۴٬۰۰۰/۱٬۰۰۰٬۰۰۰  |

## تاریخچهٔ انتشار
| کشور          | تاریخ         | قالب                | ناشر                      | منبع    |
| ------------- | ------------- | ------------------- | ------------------------- | ------- |
| مختلف         | ۲۱ فوریهٔ ۲۰۲۰ | دانلود دیجیتال جاری | بیگ هیت دریموس            | [ ۹۴ ]  |
| کرهٔ جنوبی     | ۲۱ فوریهٔ ۲۰۲۰ | سی‌دی                | بیگ هیت دریموس            | [ ۹۵ ]  |
| ژاپن          | ۲۱ فوریهٔ ۲۰۲۰ | سی‌دی                | بیگ هیت آی‌ریور ویرجین     | [ ۹۶ ]  |
| آمریکای شمالی | ۲۱ فوریهٔ ۲۰۲۰ | سی‌دی                | بیگ هیت کلمبیا            | [ ۹۷ ]  |
| اروپا         | ۲۱ فوریهٔ ۲۰۲۰ | سی‌دی                | بیگ هیت کلمبیا            | [ ۹۷ ]  |
| اتریش         | ۲۴ فوریهٔ ۲۰۲۰ | سی‌دی                | بیگ هیت سونی میوزیک آلمان | [ ۹۸ ]  |
| آلمان         | ۲۴ فوریهٔ ۲۰۲۰ | سی‌دی                | بیگ هیت سونی میوزیک آلمان | [ ۹۹ ]  |
| سوئیس         | ۲۴ فوریهٔ ۲۰۲۰ | سی‌دی                | بیگ هیت سونی میوزیک آلمان | [ ۱۰۰ ] |

## واژه‌نامه
1. ↑  작은 것들을 위한 시; Jageun geotdeureul wihan si [lit. "A Poem for Small Things"]
2. ↑  Jamais Vu
3. ↑  Interlude: Shadow
4. ↑  Filter
5. ↑  My Time, 시차; Sicha
6. ↑  Louder Than Bombs
7. ↑  Ugh!, 욱; Uk
8. ↑  00:00 (Zero O'Clock)
9. ↑  Inner Child
10. ↑  Friends, 친구; Chingu
11. ↑  Moon
12. ↑  Respect
13. ↑  We Are Bulletproof: The Eternal
14. ↑  Outro: Ego